# Estreicher (Gelehrtenfamilie)
Estreicher (polnisch Estreicherowie) ist der Name einer Familie Krakauer Gelehrter. Mitglieder der Familie waren maßgebend an der Bearbeitung der Bibliografia Polska beteiligt, die in 34 Bänden erschien. Sie wurde von Karol Estreicher dem Älteren 1872 begonnen, von seinem Sohn Stanisław weitergeführt und nach fast 80 Jahren (1951) von Karols Enkel Karol dem Jüngeren beendet.
Mehrere Mitglieder der Familie Estreicher waren mit der Jagiellonen-Universität Krakau verbunden; Professor Stanisław Estreicher wurde von den deutschen Behörden im Rahmen der Sonderaktion Krakau in das KZ Sachsenhausen verbracht und ist dort gestorben. Die letzte Erbin der Familientradition, Krystyna Grzybowska, hat die unvollendete „Familienchronik“ hinterlassen.
1. Dominik Oesterreicher (1750–1809) entstammte einer mährischen Kaufmannsfamilie aus Iglau. Er war der erste Krakauer Vertreter der Familie. Es folgten:
  1. Alois Raphael Estreicher (1786–1852), Botaniker, Professor und Rektor der Jagiellonen-Universität sowie Gründer des Botanischen Gartens. Da er seinen ursprünglichen Namen Oesterreicher in Estreicher polonisierte, gilt er als der Stammvater des Krakauer Familienzweigs.
    1. Karol Estreicher (der Ältere) (1827–1908), Sohn von Alojzy, Literaturhistoriker, Bibliograph, Direktor der Jagiellonischen Bibliothek. 1881 wurde er in den Adelsstand erhoben[1].
      1. Stanisław Estreicher (1869–1939), Sohn von Karol d. Ä., Rechtshistoriker, Bibliograph, Professor und Rektor der Jagiellonen-Universität.
        1. Karol Estreicher (der Jüngere) (1906–1984), polnischer Kunsthistoriker, Bibliograph, Professor der Jagiellonen-Universität, Direktor des Museums der Jagiellonen-Universität im Collegium Maius
        2. Krystyna Grzybowska (1902–1963), Tochter von Stanisław, Schriftstellerin

      2. Tadeusz Estreicher (1871–1952), Sohn von Karol d. Ä., Chemiker, Professor der Jagiellonen-Universität
      3. Maria Estreicherówna (1876–1966), Tochter von Karol d. Ä., Lehrerin, Schriftstellerin, Übersetzerin